# Albert De Bunné
Albert De Bunné   (Brussel·les, 16 de febrer de 1896 - 31 de desembre de 1927) va ser un ciclista belga que va prendre part en els Jocs Olímpics d'Anvers de 1920. Entre 1921 i 1924 fou professional.
Va guanyar la medalla de bronze en la contrarellotge per equips, formant equip amb Albert Wyckmans, Jean Janssens i André Vercruysse. També va prendre part en la contrarellotge individual, en què acabà cinquè i en persecució per equips, formant equip amb Jean Janssens, Charles van Doorselaer i Gustave de Schryver. En el seu palmarès també destaca el campionat amateur de carretera belga de 1919 i quatre de velocitat.

## Palmarès
- 1919
  -  Campió de Bèlgica en ruta amateur
- 1920
  -  Medalla de bronze als Jocs Olímpics d'Anvers en contrarellotge per equips
- 1921
  -  Campió de Bèlgica d'esprint, categoria independent
  - 1r a la Brussel·les-Hoboken
- 1922
  -  Campió de Bèlgica d'esprint, categoria independent
- 1926
  -  Campió de Bèlgica d'esprint, categoria amateur
- 1927
  -  Campió de Bèlgica d'esprint, categoria amateur